# Kauko Räike
Kauko Ilmari Räike (till 1936 Rydberg), född 30 juni 1923 i Räfsö, död 11 november 2005 i Björneborg, var en finländsk skulptör.
Räike studerade vid Centralskolan för konstflit 1947–1950. Han utförde ett stort antal krigargravar och andra offentliga skulpturer, bland annat Risto Ryti-monumentet i Vittis (1979), minnesmärket Trumslagargossen i Björneborg (1961) och stoden Spetsknypplerska i Raumo (1976). Han medverkade i grundandet av konstskolan i Kankaanpää, för vilken han var rektor 1965–1973. Han tilldelades professors titel 1983.